# Sylvania Electric Products

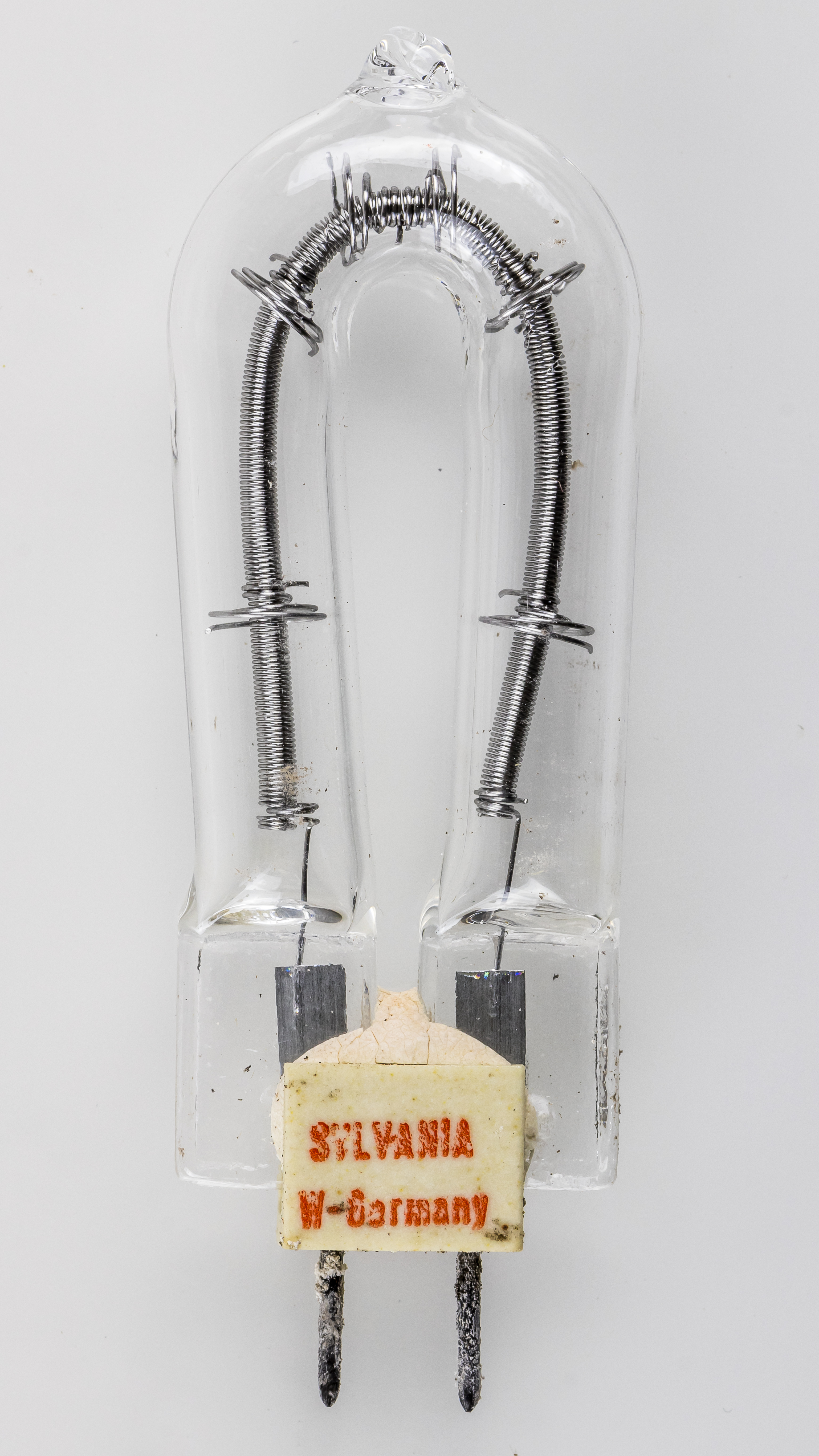
Sylvania FHB 35 225V 1000W

Sylvania Electric Products war ein US-amerikanisches Unternehmen zur Produktion von Radioröhren, Glühbirnen und Leuchtstoffröhren.

## Geschichte
Matthew Melville Merritt (1869–1936) hatte ein Patent zum Erneuern von Kohlenfadenlampen und betrieb die Merritt Manufacturing Company in Middleton (Massachusetts), Massachusetts, im Gebäude der ehemaligen Merriam and Tylor Shoe Factory.
Frank A. Poor hatte aus dem Verkauf seiner Heu- und Getreidehandlung 3500 $ und beteiligte sich 1901 damit an dem Unternehmen. Bald darauf erwarb er auch die restlichen Unternehmensanteile, verlegte das Unternehmen nach Danvers (Massachusetts) und nannte es nun The Bay State Lamp Company, die auch bald neue Kohlenfadenlampen produzierte, ab 1911 auch mit Wolfram-Glühfaden.
1909 gründete er zusammen mit seinen Brüdern Walter E. Poor und Edward J. Poor die The Hygrade Lamp Company zum Verkauf seiner Glühlampen.
An der 1906 in St. Marys (Pennsylvania) gegründete Novelty Incandescent Lamp Company (NILCO), zur Produktion dekorativer Miniatur-Glühlampen, hatte General Motors 1910 Unternehmensanteile erworben und Bernard G. Erskine als Geschäftsführer eingesetzt. 1922 kaufte Ereskin mit zwei Partnern NILCO.
1924 gründete NILCO die Sylvania Products Company zur Produktion von Radioröhren. 1931 wurden Hygrade, Nilco und Sylvania zur Hygrade Sylvania Corporation fusioniert. In den 1930er Jahren entwickelte das Unternehmen erste Leuchtstoffröhren, die 1939 auf der 1939 New York World’s Fair vorgestellt wurden.
1959 ging Sylvania mit der General Telephone Corporation unter dem neuen Namen General Telephone & Electronics Corporation (GT&E) zusammen. 1980 wurde die Marke Sylvania für Unterhaltungselektronik an die niederländische Philips abgegeben. Nach weiteren Umorganisationen stieg die GTE Corporation 1993 aus dem Leuchtmittelgeschäft aus. Die weltweiten Rechte am Markennamen Sylvania liegen heute bei Feilo Sylvania mit Ausnahme von den USA, Puerto Rico, Kanada, Mexiko sowie Australien und Neuseeland, für die die amerikanische Tochter von Osram die Rechte hält.